# Anna Maria Hilfeling
Anna Maria Hilfeling, née Lange en avril 1714 et morte en 1783 ou 1789, est une artiste suédoise, miniaturiste de portrait.

## Biographie
Anna Maria Hilfeling, née le 21 ou 24 avril 1714 à Stockholm, est la fille d'un comptable. Enfant, elle fait preuve de talent pour le dessin et devient l'élève de l'artiste Burchard Precht en 1722, à l'âge de neuf ans, puis de l'artiste Niclas Lafrenssen (1698-1756). Elle est admirée par Carl Gustaf Tessin et par la maison royale. Elle peint à l'huile et faisait des dessins, mais est avant tout une miniaturiste. Parmi ses clients figurent le roi et la reine, le roi Frédéric Ier de Suède et la reine Ulrique-Éléonore de Suède,.
En 1739, Anna Maria Hilfeling épouse le chirurgien de la ville Johan Gottfried Hilfeling. Leur fils, Carl Gustav Gottfried Hilfeling (1740-1823), devient également artiste.
Anna Maria Hilfeling meurt en 1783 ou le 26 mai 1783 à Romelanda, dans le Bohuslän.